# Айжан
Айжан, Акжан, Большое Неклюдово (каз. Айжан) — озеро (болото) в Узункольском районе Костанайской области Казахстана. Находится в 10 км к юго-западу от Речное (быв. свх им. Чапаева).
По данным топографической съёмки 1944 года, площадь поверхности озера составляет 14,27 км². Наибольшая длина озера — 5,9 км, наибольшая ширина — 3,3 км. Длина береговой линии составляет 17,4 км, развитие береговой линии — 1,29. Озеро расположено на высоте 156 м над уровнем моря.